# Mimoděložní těhotenství
Ektopické jinak též mimoděložní těhotenství je stav, kdy se po početí oplozené vajíčko uhnízdí jinde než v děloze. Z 95 % se jedná o vejcovod, v tom případě mluvíme o tubárním těhotenství, vzácně pak dochází k uhnízdění v děložním hrdle, vaječníku (3 %) či břišní dutině (1,5 %).
Jelikož jsou příznivé podmínky pro správný vývoj embrya pouze v děloze, dochází mimo dělohu často k jeho odumření. V případě vývoje embrya hrozí riziko krvácení, prasknutí vejcovodu a sepse. Ektopické těhotenství je pro ženu velmi nebezpečné a pokud není dostatečně rychle podchyceno, může skončit její smrtí.
Příznaky jsou bolest břicha a vaginální krvácení. Jen polovina žen s mimoděložním těhotenstvím má oba příznaky najednou. Krvácení do břicha je doprovázeno zvýšením tepové frekvence, mdlobami a dalšími příznaky šoku. Diagnóza mimoděložního těhotenství je potvrzena hladinou choriogonadotropinu a ultrazvukovým vyšetřením, nejlépe provedeným vaginálně.

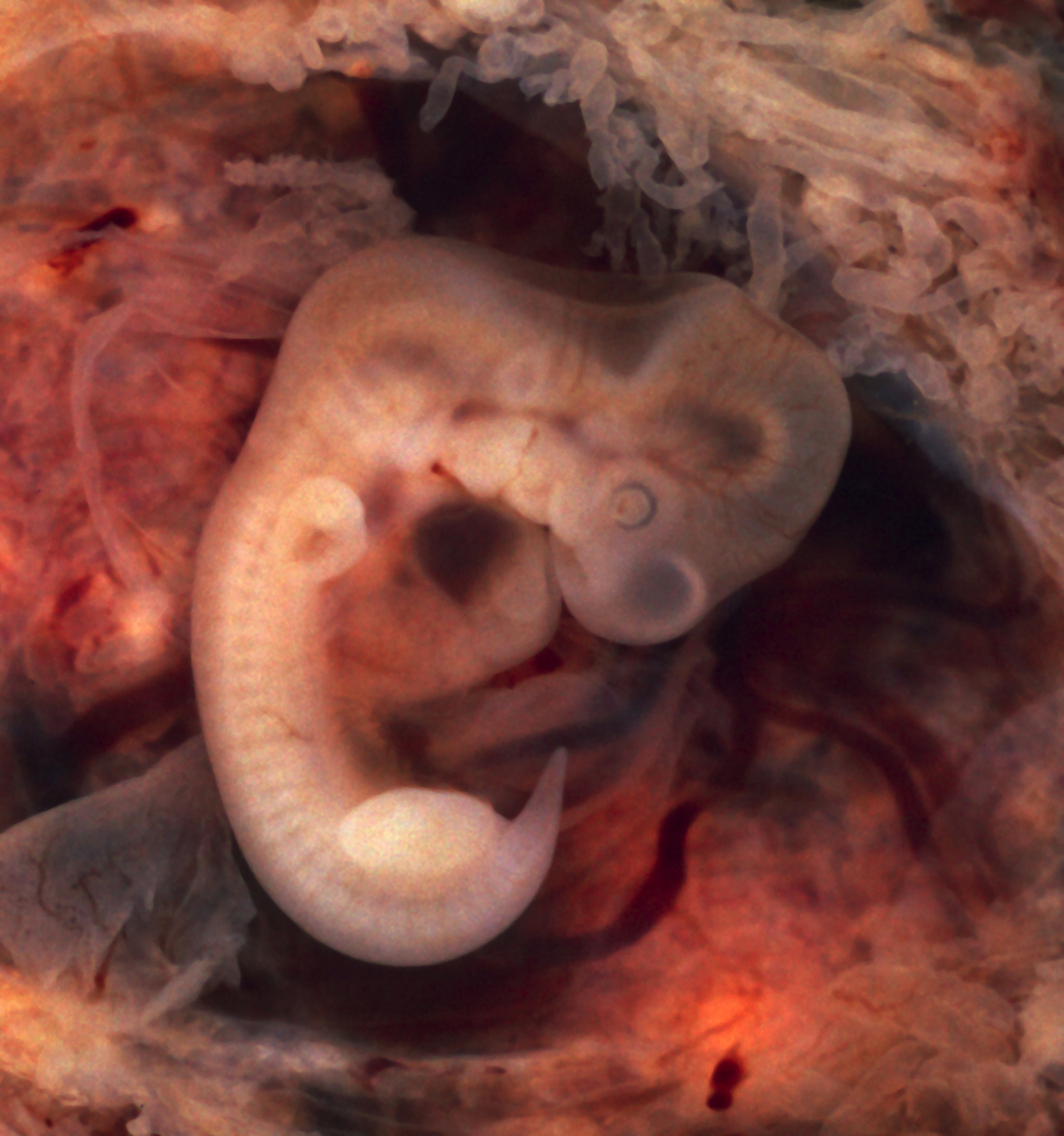
Příklad tubárního těhotenství (embryo v 7. týdnu gestačního věku, 5. týdnů od početí)
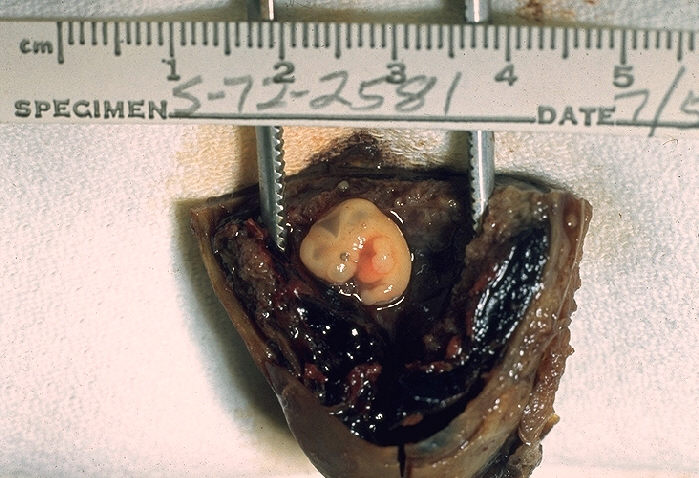
Příklad tubárního těhotenství (embryo v 8. týdnu gestačního věku, 6 týdnů od početí)

## Příčiny
Příčiny jsou různé. Patří k nim vrozeně dlouhé, málo pohyblivé vejcovody, stavy po zánětech a operacích vejcovodu, kouření, hormonální antikoncepce, zavedené nitroděložní tělísko, sterilizace a endometrióza, opakované infekty v pánevní oblasti, sexuálně přenosné nemoci. Častá je infekce způsobená bakterií Chlamydia trachomatis. Těhotenství po umělém oplodnění jsou rovněž riziková. Při zavádění více vajíček při umělém oplodnění se vzácně může jedno zahnízdit v děloze a druhé mimo ni.

## Léčba

### Chirurgická terapie
Chirurgické odstranění je nejčastějším řešením ektopického těhotenství. Nejčastěji se využívá šetrnější laparoskopické odstranění embrya. V celkové narkóze je ženě provedeno několik řezů v oblasti a podbřišku a do břišní dutiny zaveden laparoskop spojený s videokamerou a světlem. Posléze jsou do dutiny břišní zavedeny nástroje, kterými je embryo z nesprávného místa odstraněno. Někdy je ale nutné po zahájení operace laparoskopickou cestou břišní dutinu otevřít a provést zákrok invazivnějším chirurgickým způsobem, tzv. laparotomií.

### Alternativní přístupy
V současnosti existují dva méně časté přístupy, které lze použít k léčbě ektopického těhotenství.

#### Vyčkávací postup
Observace, tedy vyčkávání, zda si tělo s nežádoucím těhotenstvím neporadí samo a embryo se nevstřebá. Tato léčba vyžaduje hospitalizaci a průběžné sledování pacientky, aby nedošlo k prasknutí vejcovodu a krvácení do dutiny břišní. Vyčkávací přístup je účinný v 47 – 82 % a je vhodný pro pacientky s koncentrací β–hCG nižší než 1000 IU/l, která postupně klesá, a s mimoděložním útvarem do 3 cm bez přítomnosti srdeční akce. Výhodou je zachování vaječníku, a tedy zvýšení šance ženy na přirozené početí dítěte.

#### Medikamentózní terapie
V některých zemích se u mimoděložních gravidit, které jsou mladší než šest týdnů, místo operace používá podávání cytostatického léku methotrexát. Lék je podán nitrožilně, do svalu, nebo přímou aplikací do embrya pod ultrazvukovou nebo laparoskopickou kontrolou. Metotrexát může nahradit chirurgickou léčbu a u vhodné indikace je jeho úspěšnost až 94 %. Hodnoty β - hCG klesají k hodnotě 15 IU / l přibližně kolem 35. dne po podání. Asi v 5 % případů se po podání methotrexátu vyskytují nežádoucí účinky (trombocytopenie, leukopenie, ulcerativní stomatitis, gastritis, dermatitis, průjem a hemoragická enteritis).

## Pokusy o přenos embrya do dělohy
Podle lékařů není možné bezpečně přesunout embryo do dělohy. Z minulosti existují záznamy o několika údajných pokusech o tento zákrok v USA a Velké Británii, avšak současná lékařská věda je nepovažuje za průkazné. Článek Malcolma Pearce z roku 1994 byl označen za podvod na základě vyšetřování na zdravotnické škole, kde autor působil. Wallacem popsaný pokus z roku 1917 a Shettlesovo svědectví o případu z roku 1980 jsou podle lékařů příliš staré a nedokazují, že zdravé těhotenství bylo výsledkem provedeného zákroku a že nedošlo k novému otěhotnění.
V roce 2019 Nemocnice Vyškov informovala, že provedla tři neúspěšné pokusy o transplantaci embrya. Tento zákrok v Česku propaguje spolek Hnutí pro život, který usiluje o zákaz interrupcí a mimo jiné i za své výroky o mimoděložním těhotenství získal v roce 2022 anticenu Bludný balvan od Českého klubu skeptiků Sisyfos.
V některých státech USA se v souvislosti s návrhy tzv. protipotratových zákonů diskutuje o tom, zda mají obsahovat výjimku ze zákazu interrupcí pro odstranění mimoděložního těhotenství. Odborníci se obávají, že i vágní formulace v zákonech by mohly ztížit přístup ke včasné léčbě mimoděložního těhotenství.